# (500064) 2011 UY291
(500064) 2011 UY291 es un asteroide perteneciente al cinturón de asteroides, descubierto el 23 de octubre de 2011 por el equipo del Mount Lemmon Survey desde el Observatorio del Monte Lemmon, Arizona, Estados Unidos.

## Designación y nombre
Designado provisionalmente como 2011 UY291.

## Características orbitales
2011 UY291 está situado a una distancia media del Sol de 2,226 ua, pudiendo alejarse hasta 2,608 ua y acercarse hasta 1,845 ua. Su excentricidad es 0,171 y la inclinación orbital 4,653 grados. Emplea 1213,75 días en completar una órbita alrededor del Sol.

## Características físicas
La magnitud absoluta de 2011 UY291 es 18,7.